# História

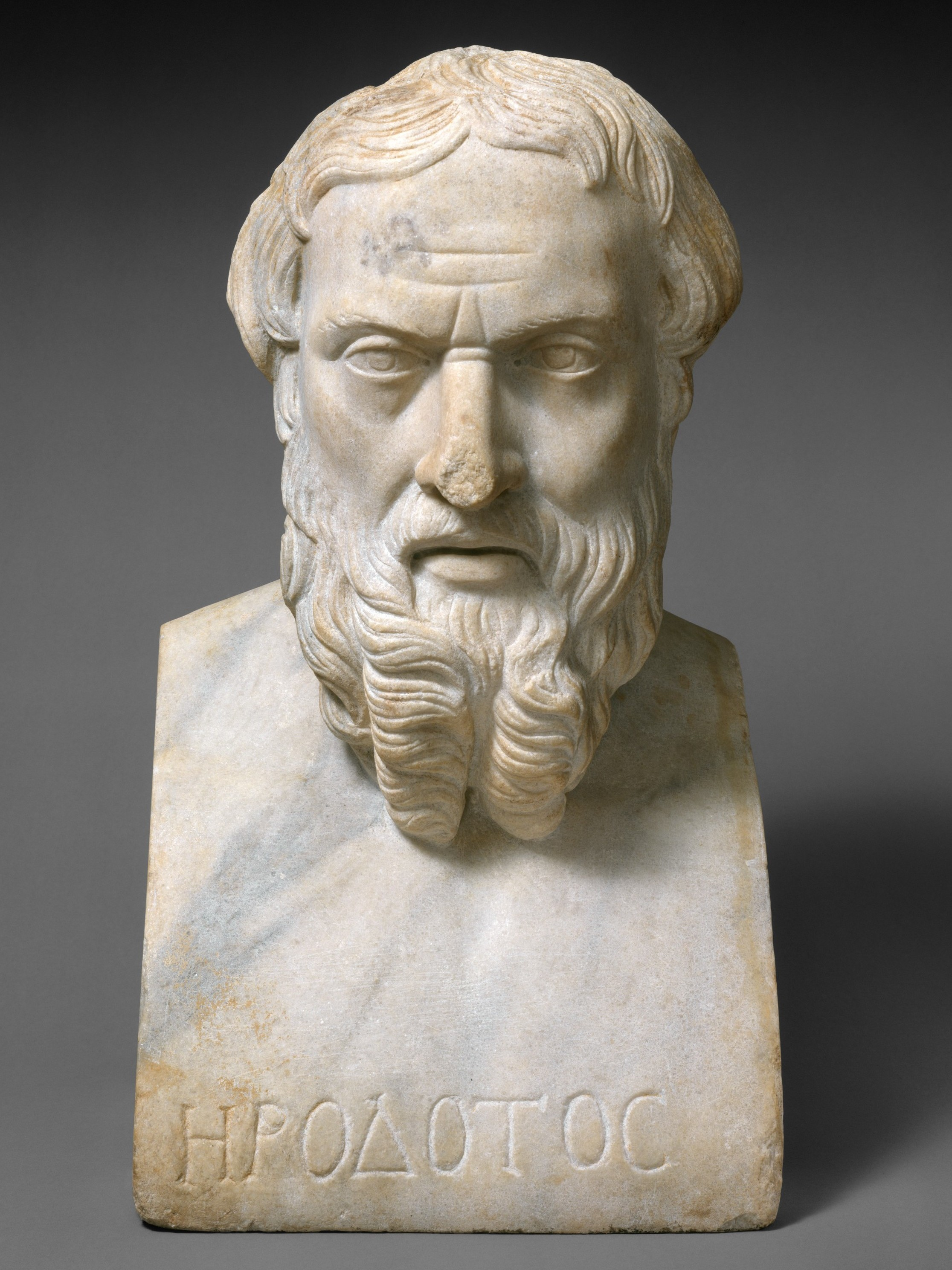
Heródoto (c. 484 a.C.) foi considerado o "pai da história" no mundo ocidental.

História (do grego antigo ἱστορία, transl.: historía, que significa "pesquisa", "conhecimento advindo da investigação") é o estudo e a documentação sistemática do passado humano. O período de acontecimentos anteriores à invenção dos sistemas de escrita é considerado pré-história. "História" é um termo abrangente que abarca eventos passados, bem como a memória, a descoberta, a coleção, a organização, a apresentação e a interpretação destes eventos. Os historiadores buscam o conhecimento do passado usando fontes históricas, como documentos escritos, relatos orais, arte e artefatos materiais e marcadores ecológicos.
A história é uma disciplina acadêmica que utiliza uma narrativa para descrever, examinar, questionar e analisar eventos passados e pesquisar seus padrões de causa e efeito. Os historiadores debatem qual narrativa explica melhor um evento, assim como o significado das diferentes causas e efeitos, a natureza da história como um fim em si mesma e a sua utilidade para dar perspectiva aos problemas do presente.
Histórias comuns a uma determinada cultura, mas que não são apoiadas por fontes externas (como os contos que cercam o Rei Artur), são geralmente classificadas como patrimônio cultural ou lendas. A história difere do mito porque é apoiada por evidências verificáveis. No entanto, influências culturais antigas ajudaram a criar interpretações variáveis da natureza da história, que evoluíram ao longo dos séculos e continuam a mudar atualmente. O estudo moderno da história é amplo e inclui a pesquisa de regiões específicas e de certos elementos tópicos ou temáticos da investigação histórica. A história geralmente é ensinada como uma disciplina parte do currículo do ensino primário e secundário, mas o estudo acadêmico da história também é uma disciplina importante no ensino superior.
Heródoto, um historiador grego do século V a.C., é frequentemente considerado o "pai da história", como um dos primeiros historiadores da tradição ocidental, embora tenha sido criticado como o "pai das mentiras". Junto com seu contemporâneo Tucídides, ele ajudou a formar as bases para o estudo moderno de eventos e sociedades passadas. Suas obras continuam a ser lidas atualmente e a lacuna entre Heródoto, com foco na cultura, e Tucídides, com foco militar, continua sendo um ponto de discórdia ou abordagem na escrita histórica moderna. No Leste Asiático, uma crônica estatal, os Anais de Primavera e Outono, tinha a reputação de datar de 722 a.C., embora apenas textos do século II a.C. tenham sobrevivido.

## Etimologia
A palavra história vem de historia ( em grego clássico: ἱστορία). Foi neste sentido que Aristóteles usou a palavra na sua obra Da História dos Animais. A palavra ancestral ἵστωρ é atestada desde o início nos hinos homéricos, Heráclito, o juramento dos efebos (jovens do sexo masculino) atenienses e em inscrições boeóticas (no sentido jurídico, "juiz" ou "testemunha", ou similar). A palavra grega foi emprestada para o latim clássico como historia, que significa "investigação, pesquisa, relato, descrição de eventos passados".

## Descrição

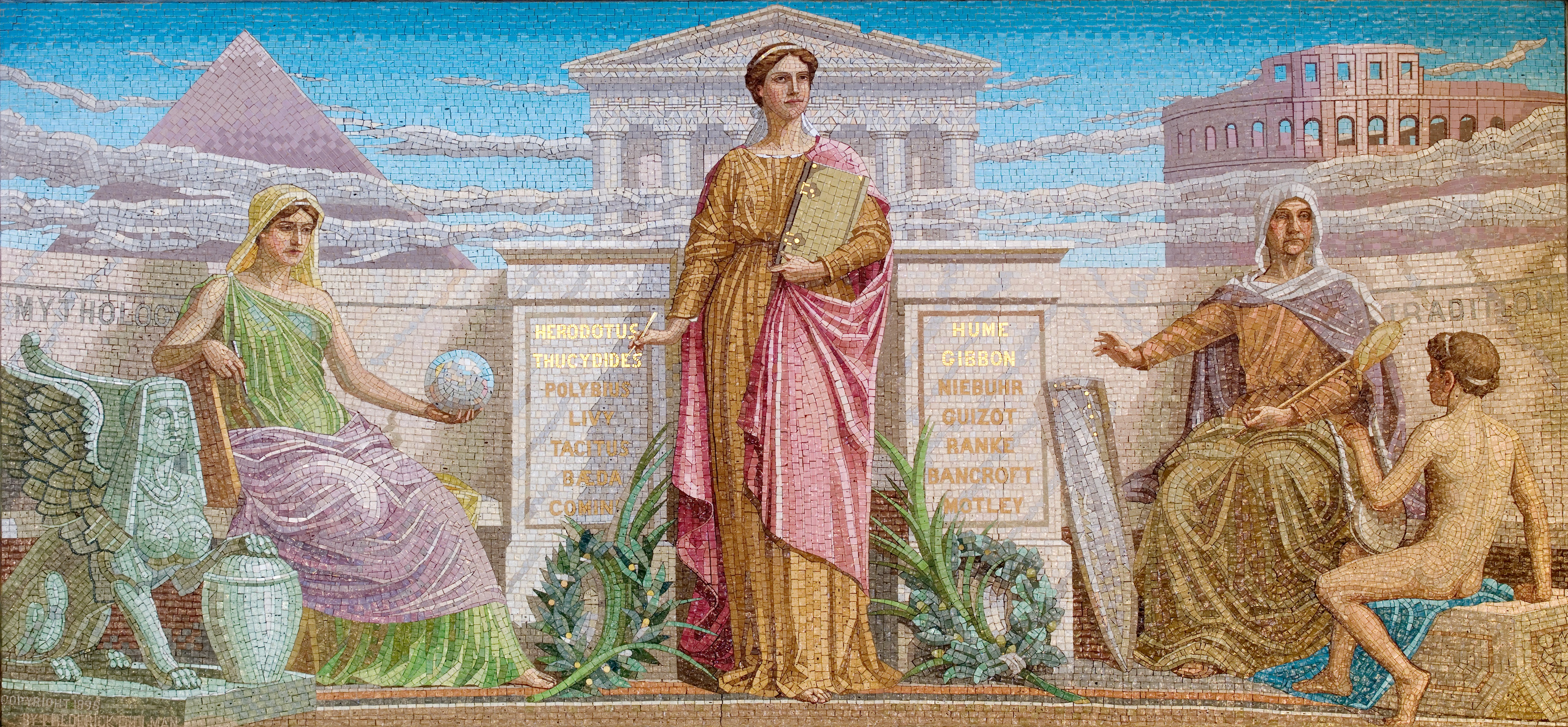
História de Frederick Dielman (1896)

Os historiadores escrevem no contexto do seu próprio tempo e tendo em devida conta as ideias atualmente dominantes sobre como interpretar o passado e, por vezes, escrevem para fornecer lições para a sua própria sociedade. Nas palavras do historiador italiano Benedetto Croce: “Toda história é história contemporânea”. A história é facilitada pela formação de um “verdadeiro discurso do passado” através da produção de narrativas e análises de acontecimentos passados relativos à espécie humana.
Todos os eventos que são lembrados e preservados de alguma forma autêntica constituem o registro histórico. A tarefa do discurso histórico é identificar as fontes que podem contribuir de forma mais útil para a produção de relatos precisos do passado. Portanto, a constituição do arquivo do historiador é o resultado da circunscrição de um arquivo mais geral, invalidando o uso de certos textos e documentos (falsificando as suas pretensões de representar o “verdadeiro passado”). Parte do papel do historiador é usar de forma hábil e objetiva as muitas fontes do passado, mais frequentemente encontradas nos arquivos. O processo de criação de uma narrativa gera inevitavelmente debate, à medida que os historiadores relembram ou enfatizam diferentes acontecimentos do passado.

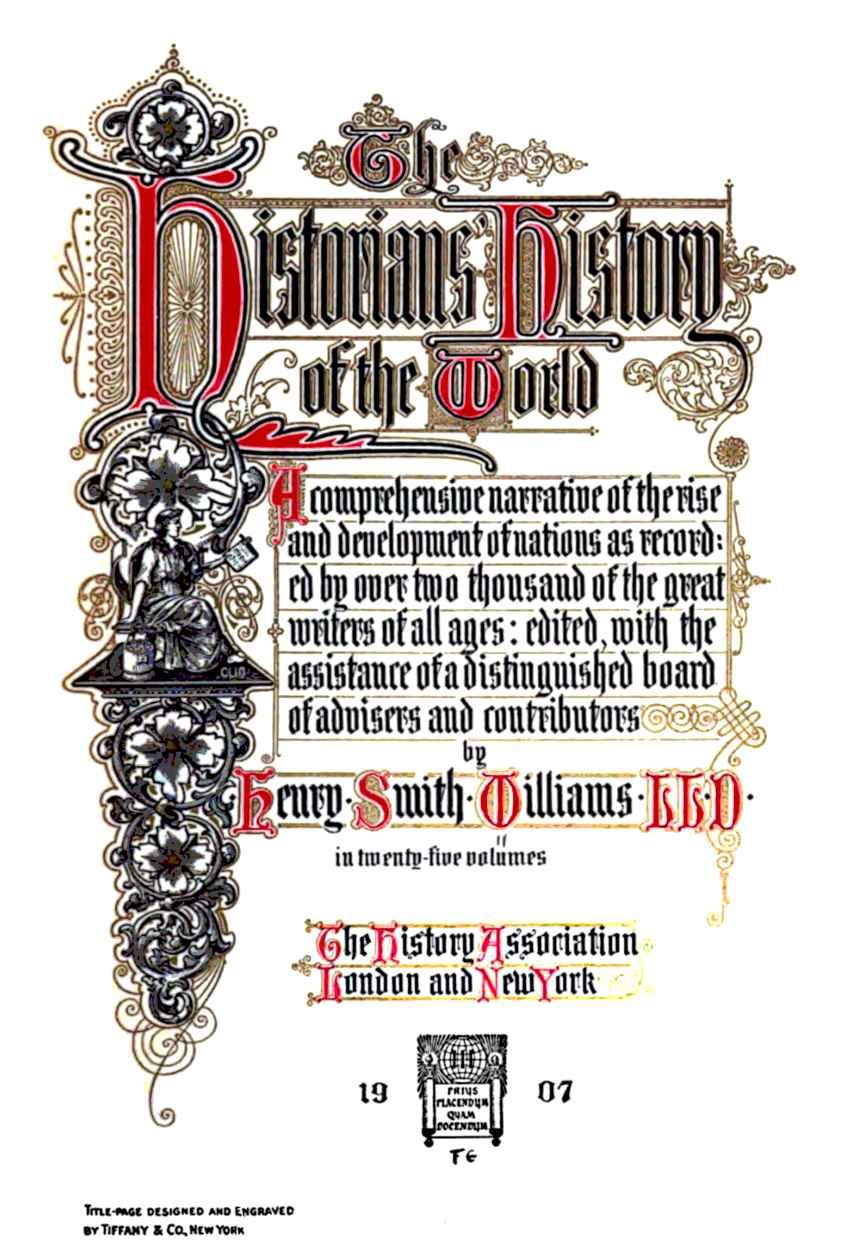
A página de título da História do Mundo dos Historiadores

O estudo da história às vezes foi classificado como parte das humanidades, outras vezes como parte das ciências sociais. Pode ser visto como uma ponte entre essas duas grandes áreas, incorporando metodologias de ambas. Alguns historiadores apoiam fortemente uma ou outra classificação. No século XX, a Escola dos Annales revolucionou o estudo da história, ao usar disciplinas externas como economia, sociologia e geografia no estudo da história global.
Tradicionalmente, os historiadores registram acontecimentos do passado, quer por escrito, quer através da transmissão de uma tradição oral, e tentam responder a questões históricas através do estudo de documentos escritos e relatos orais. Desde o início, os historiadores usaram fontes como monumentos, inscrições e imagens. Em geral, as fontes do conhecimento histórico podem ser separadas em três categorias: o que está escrito, o que é dito e o que é preservado fisicamente, e os historiadores consultam frequentemente todas as três.
A arqueologia é especialmente útil para desenterrar locais e objetos enterrados, que contribuem para o estudo da história. Os achados arqueológicos raramente são isolados, com fontes narrativas complementando suas descobertas. As metodologias e abordagens da arqueologia são independentes do campo da história. A arqueologia histórica é um ramo específico da arqueologia que frequentemente contrasta suas conclusões com as de fontes textuais contemporâneas.
Existem diversas formas pelas quais a história pode ser organizada, inclusive cronologicamente, culturalmente, territorialmente e tematicamente. Estas divisões não são mutuamente exclusivas e existem interseções significativas. É possível que os historiadores se preocupem tanto com o muito específico como com o muito geral, embora a tendência tenha sido para a especialização. A área denominada Grande História resiste a esta especialização e busca padrões ou tendências universais. A história tem sido frequentemente estudada com algum objetivo prático ou teórico, mas pode ser estudada por simples curiosidade intelectual.

## Pré-história
A história humana é a memória da experiência passada do Homo sapiens sapiens em todo o mundo, tal como essa experiência foi preservada, em grande parte em registos escritos. Por "pré-história", os historiadores entendem a recuperação do conhecimento do passado numa área onde não existem registos escritos, ou onde a escrita de uma cultura não é compreendida. Ao estudar pinturas, desenhos, esculturas e outros artefatos, algumas informações podem ser recuperadas mesmo na ausência de registro escrito. Desde o século XX, o estudo da pré-história é considerado essencial para evitar a exclusão implícita da história de certas civilizações, como as da África Subsaariana e da América pré-colombiana. Os historiadores do Ocidente têm sido criticados por se concentrarem desproporcionalmente no mundo ocidental. Em 1961, o historiador britânico E. H. Carr escreveu:

A linha de demarcação entre os tempos pré-históricos e históricos é cruzada quando as pessoas deixam de viver apenas no presente e passam a interessar-se conscientemente tanto pelo seu passado como pelo seu futuro. A história começa com a transmissão da tradição; e tradição significa levar os hábitos e lições do passado para o futuro. Registros do passado começam a ser mantidos para o benefício das gerações futuras.

## Historiografia

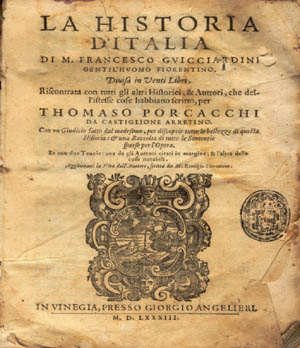
A página de título de La Historia d'Italia

A historiografia tem vários significados relacionados. Em primeiro lugar, pode referir-se à forma como a história foi produzida: a história do desenvolvimento de metodologias e práticas (por exemplo, a passagem de uma narrativa biográfica de curto prazo para uma análise temática de longo prazo). Em segundo lugar, pode referir-se ao que foi produzido: um corpo específico de escritos históricos (por exemplo, "historiografia medieval durante a década de 1960" significa "Obras de história medieval escritas durante a década de 1960"). Em terceiro lugar, pode referir-se à razão pela qual a história é produzida: a filosofia da história. Como uma análise das descrições do passado, esta terceira concepção pode relacionar-se com as duas primeiras na medida em que a análise geralmente se concentra nas narrativas, interpretações, cosmovisão, uso de evidências ou método de apresentação de outros historiadores. Há debate acadêmico sobre se a história pode ser ensinada como uma narrativa única e coerente ou como uma série de narrativas concorrentes.

## Métodos
Os europeus escreveram e publicaram extensivamente para reunir uma "história universal" no início do período moderno. Este corpus escrito e oral na Europa inclui encontros etnográficos, filosofia comparada, bem como descobertas arqueológicas.
Heródoto, do século V a.C., foi aclamado como o "pai da história". No entanto, credita-se ao seu contemporâneo Tucídides ter abordado a história pela primeira vez com um método histórico bem desenvolvido na obra História da Guerra do Peloponeso. Tucídides, ao contrário de Heródoto, considerava a história como o produto das escolhas e ações dos humanos e olhava para a causalidade, em vez do resultado da "intervenção divina" (embora o próprio Heródoto não estivesse totalmente comprometido com esta ideia). Em seu método histórico, Tucídides enfatizou a cronologia, um ponto de vista nominalmente neutro, e que o mundo humano era o resultado de ações humanas. Os historiadores gregos viam a história como cíclica, com eventos recorrentes regularmente.
Houve um uso sofisticado do método histórico na China antiga e medieval. A base para a historiografia profissional no Ásia Oriental foi estabelecida pelo historiador da corte Sima Qian (145–90 a.C.), autor dos Registros do Historiador (Shiji) e postumamente conhecido como o "pai da historiografia chinesa". Santo Agostinho foi influente no pensamento cristão e ocidental no início do período medieval. Durante a Idade Média e o Renascimento, a história era frequentemente estudada através de uma perspectiva sagrada ou religiosa. Por volta de 1800, o filósofo e historiador alemão Georg Wilhelm Friedrich Hegel trouxe a filosofia e uma abordagem mais secular ao estudo histórico.
No prefácio de seu livro Muqaddimah (1377), o historiador e antigo sociólogo árabe Ibne Caldune alertou sobre 7 erros que ele pensava que os historiadores cometiam. Nesta crítica, ele abordou o passado como estranho e necessitado de interpretação. A originalidade de Caldune foi afirmar que a diferença cultural de outra época deve governar a avaliação do material histórico relevante, distinguir os princípios segundo os quais seria possível tentar a avaliação e sentir a necessidade de experiência, além de princípios racionais, a fim de avaliar uma cultura do passado. Caldune criticou a "superstição ociosa e a aceitação acrítica de dados históricos". Ele introduziu um método científico no estudo da história e referiu-se a ele como sua "nova ciência". Seu método lançou as bases para a observação do papel do Estado, da comunicação, da propaganda e do preconceito sistemático na história, e por isto é às vezes considerado o "pai da historiografia". ou o "pai da a filosofia da história”.
No mundo ocidental, os historiadores desenvolveram métodos modernos de historiografia nos séculos XVII e XVIII, especialmente na França e na Alemanha. Em 1851, Herbert Spencer resumiu estes métodos: "Dos sucessivos estratos de nossos depósitos históricos, eles [os historiadores] reúnem diligentemente todos os fragmentos altamente coloridos, atacam tudo o que é curioso e brilhante e riem como crianças de suas brilhantes aquisições; enquanto isto, as ricas veias de sabedoria que se ramificam em meio a esse inútil escombro, jazem totalmente negligenciados. Volumes pesados de lixo são acumulados avidamente, enquanto aquelas massas de minério rico, que deveriam ter sido escavadas, e das quais verdades douradas poderiam ter sido fundidas, são deixadas sem serem ensinadas e sem serem procuradas." Por "minério rico" Spencer quis dizer a teoria científica da história. Enquanto isso, Henry Thomas Buckle expressou o sonho de que a história se tornasse uma ciência: "No que diz respeito à natureza, eventos aparentemente os mais irregulares e caprichosos foram explicados e demonstraram estar de acordo com certas leis fixas e universais. Isto tem sido feito porque homens de habilidade e, acima de tudo, homens de pensamento paciente e incansável estudaram os acontecimentos com o objetivo de descobrir a sua regularidade e se os acontecimentos humanos fossem submetidos a um tratamento semelhante, temos todo o direito de esperar resultados semelhantes. Ao contrário do sonho de Buckle, o historiador do século XIX com maior influência nos métodos foi Leopold von Ranke, na Alemanha. Ele limitou a história "ao que realmente aconteceu" e, com isso, afastou o campo da ciência. Para Ranke, os dados históricos deveriam ser coletados cuidadosamente, examinados objetivamente e elaborados com rigor crítico. Mas estes procedimentos "são apenas os pré-requisitos e preliminares da ciência. O coração da ciência é procurar ordem e regularidade nos dados que estão sendo examinados e formular generalizações ou leis sobre eles."
Como historiadores como Ranke e muitos que o seguiram o seguiram, não, a história não é uma ciência. Assim, se os historiadores nos dizem que, dada a maneira como pratica o seu ofício, este não pode ser considerado uma ciência, devemos acreditar na sua palavra. Se ele não estiver fazendo ciência, então, seja o que for que esteja fazendo, ele não estará fazendo ciência. O historiador tradicional não é, portanto, nenhum cientista e a história, tal como é convencionalmente praticada, não é uma ciência.
No século XX, os historiadores acadêmicos concentraram-se menos em narrativas nacionalistas épicas, que muitas vezes tendiam a glorificar a nação ou os "grandes homens", e concentraram-se menos em análises mais objetivas e complexas das forças sociais e intelectuais. Uma tendência importante da metodologia histórica no século XX foi tratar a história mais como uma ciência social do que como arte, o que tradicionalmente acontecia. Os principais defensores da história como ciência social eram um conjunto diversificado de estudiosos que incluía Fernand Braudel e E. H. Carr. Muitos são conhecidos pela sua abordagem multidisciplinar, por exemplo, Braudel combinava história com geografia. No entanto, essas abordagens não conseguiram produzir uma teoria da história. Até agora, apenas uma teoria da história veio de um historiador profissional.
Atualmente, a maioria dos historiadores inicia suas pesquisas nos arquivos, seja em plataforma física ou digital. Frequentemente, propõem um argumento e usam pesquisas para apoiá-lo. O historiador britânico John H. Arnold propôs que a história é um argumento que cria a possibilidade de criar mudanças. Empresas de informação digital, como o Google, geraram controvérsia sobre o papel da censura na Internet no acesso à informação.

### Teoria marxista
A teoria marxista do materialismo histórico teoriza que a sociedade é fundamentalmente determinada pelas condições materiais em um determinado momento - em outras palavras, as relações que as pessoas mantêm umas com as outras, a fim de satisfazer necessidades básicas, como alimentação, vestuário e moradia, para si e para suas famílias. No geral, Karl Marx e Friedrich Engels afirmaram ter identificado cinco fases sucessivas do desenvolvimento destas condições materiais na Europa Ocidental. A historiografia marxista já foi ortodoxia na União Soviética, mas desde o colapso do comunismo, a sua influência foi significativamente reduzida.

### Potenciais deficiências na produção da história
Muitos historiadores acreditam que a produção da história está impregnada de preconceitos porque os eventos e fatos conhecidos na história podem ser interpretados de várias maneiras. O historiador alemão Constantin Fasolt sugeriu que a história está ligada à política pela própria prática do silêncio. Ele disse: "Uma segunda visão comum da ligação entre história e política repousa na observação elementar de que os historiadores são frequentemente influenciados pela política." Segundo Michel-Rolph Trouillot, o processo histórico está enraizado nos arquivos, portanto os silêncios, ou partes da história que são esquecidas, podem ser uma parte intencional de uma estratégia narrativa que dita como as áreas da história são lembradas. As omissões históricas podem ocorrer de várias maneiras e podem ter um efeito profundo nos registros históricos. As informações também podem ser excluídas propositalmente ou omitidas acidentalmente. Os historiadores cunharam vários termos que descrevem o ato de omitir informações históricas, incluindo: "silenciamento", "memória seletiva", e "apagamentos". Gerda Lerner, uma historiadora do século XX que concentrou grande parte do seu trabalho nas omissões históricas envolvendo as mulheres e as suas realizações, explicou o impacto negativo que estas omissões tiveram sobre os grupos minoritários.
O historiador ambiental William Cronon propôs três maneiras de combater preconceitos e garantir narrativas autênticas e precisas: as narrativas não devem contradizer fatos conhecidos, devem fazer sentido ecológico (especificamente para a história ambiental) e o trabalho publicado deve ser revisado pela comunidade acadêmica e outros historiadores para garantir responsabilidade.

## Áreas de estudo

### Locais geográficos

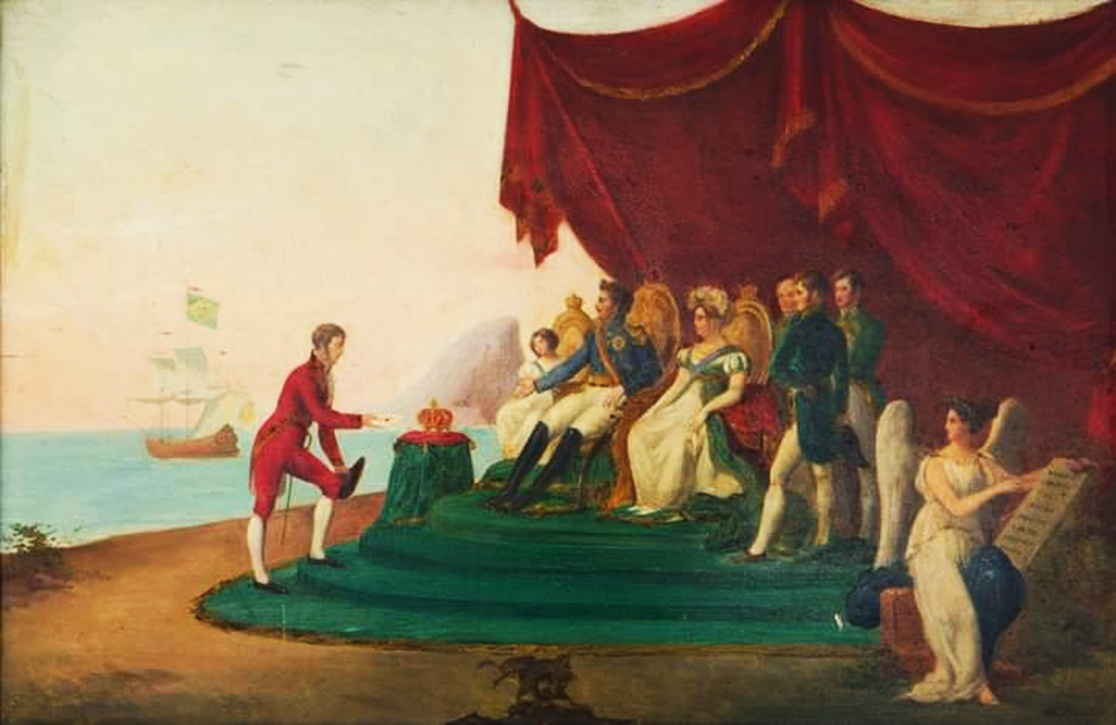
Alegoria do reconhecimento do Império do Brasil e de sua independência. A pintura retrata o diplomata britânico Sir Charles Stuart apresentando sua carta credencial ao imperador Pedro I do Brasil, que está flanqueado por sua esposa Maria Leopoldina, sua filha Maria da Glória (mais tarde rainha Maria II de Portugal), e outros dignitários. À direita, figura alada, representando a História, gravando o “grande acontecimento” numa lápide de pedra.

Localizações geográficas específicas podem formar a base do estudo histórico, por exemplo, continentes, países e cidades. Compreender por que os eventos históricos ocorreram é importante. Para fazer isto, os historiadores recorrem frequentemente aos métodos e à teoria da disciplina da geografia. Segundo Jules Michelet no seu livro Histoire de France (1833), "sem base geográfica, os povos, os fazedores da história, parecem andar no ar". Os padrões climáticos, o abastecimento de água e a paisagem de um lugar afetam a vida das pessoas que ali vivem. Por exemplo, para explicar por que os antigos egípcios desenvolveram uma civilização bem-sucedida, é essencial estudar a geografia do Egito. A civilização egípcia foi construída às margens do rio Nilo, que inundava todos os anos, depositando solo em suas margens. O solo rico poderia ajudar os agricultores a cultivar culturas suficientes para alimentar as pessoas nas cidades. Isto significava que nem todos precisavam cultivar, então algumas pessoas poderiam realizar outros trabalhos que ajudassem a desenvolver a civilização. Há também o caso do clima, que historiadores como Ellsworth Huntington e Ellen Churchill Semple citaram como uma influência crucial no curso da história. Huntington e Semple argumentaram ainda que o clima tem impacto no temperamento racial.

### Política
A história política abrange o tipo de governo, os ramos do governo, os líderes, a legislação, o ativismo político, os partidos políticos e a votação.

### Militar
A história militar diz respeito à guerra, às estratégias, às batalhas, às armas e à psicologia do combate. Desde os anos 1970, a "nova história militar" tem-se preocupado mais com os soldados do que com os generais, com a psicologia mais do que com as táticas e com o impacto mais amplo da guerra na sociedade e na cultura.

### Religiosa
A história da religião tem sido um tema principal para historiadores seculares e religiosos durante séculos e continua a ser ensinada em seminários e academias. Os principais periódicos incluem História da Igreja: Estudos do Cristianismo e Cultura, The Catholic Historical Review e History of Religions. Os tópicos variam amplamente, desde dimensões políticas, culturais e artísticas até teologia e liturgia. Esta disciplina estuda religiões de todas as regiões e áreas do mundo onde os humanos viveram.

### Social
A história social, às vezes chamada de "nova história social", é o campo que inclui a história das pessoas comuns e suas estratégias e instituições para lidar com a vida. Em sua "era de ouro", nas décadas de 1960 e 1970, foi um campo de grande crescimento entre os acadêmicos e ainda está bem representada nos departamentos de história. Em duas décadas, de 1975 a 1995, a proporção de professores de história nas universidades estadunidenses que se identificam com a história social aumentou de 31% para 41%, enquanto a proporção de historiadores políticos caiu de 40% para 30%. Nos departamentos de história das universidades britânicas em 2007, dos 5.723 membros do corpo docente, 1.644 (29%) identificaram-se com a história social, enquanto a história política veio em seguida com 1.425 (25%). A “velha” história social antes da década de 1960 era uma miscelânea de tópicos sem um tema central e muitas vezes incluía movimentos políticos, como o populismo, que eram “sociais” no sentido de estarem fora do sistema de elite. A história social foi contrastada com a história política, a história intelectual e a história dos grandes homens. O historiador inglês G. M. Trevelyan via a história social como o ponto de ligação entre a história econômica e a história política, refletindo que, "sem história social, a história econômica é estéril e a história política ininteligível." Embora o campo tenha sido frequentemente visto negativamente como a história com a política deixada de lado, também tem sido defendido como "a história com as pessoas recolocadas".

### Cultural
A história cultural substituiu a história social como forma dominante nas décadas de 1980 e 1990. Normalmente combina as abordagens da antropologia e da história para examinar a linguagem, as tradições culturais populares e as interpretações culturais da experiência histórica. Examina os registros e descrições narrativas de conhecimentos, costumes e artes anteriores de um grupo de pessoas. A forma como os povos construíram a sua memória do passado é um tema importante. A história cultural inclui o estudo da arte na sociedade, bem como o estudo das imagens e da produção visual humana (iconografia).

### Diplomática
A história diplomática centra-se nas relações entre as nações, principalmente no que diz respeito à diplomacia e às causas das guerras. Mais recentemente, analisa as causas da paz e dos direitos humanos. Normalmente apresenta os pontos de vista do Ministério das Relações Exteriores e os valores estratégicos de longo prazo, como a força motriz da continuidade e da mudança na história. Este tipo de história política é o estudo da condução das relações internacionais entre Estados ou através das fronteiras internacionais ao longo do tempo. A historiadora Muriel Chamberlain observa que após a Primeira Guerra Mundial, "a história diplomática substituiu a história constitucional como carro-chefe da investigação histórica, ao mesmo tempo o mais importante, mais exato e mais sofisticado dos estudos históricos".

### Econômica
Embora a história económica esteja bem estabelecida desde o final do século XIX, nos últimos anos os estudos acadêmicos têm-se deslocado cada vez mais para os departamentos de economia e afastando-se dos departamentos de história tradicionais. A história empresarial trata da história de organizações empresariais individuais, métodos de negócios, regulamentação governamental, relações trabalhistas e impacto na sociedade. Também inclui biografias de empresas, executivos e empreendedores individuais. Está relacionada à história econômica. A história dos negócios é ensinada com mais frequência nas escolas de negócios.

### Ambiental
A história ambiental é um novo campo que surgiu na década de 1980 para examinar a história do meio ambiente, especialmente no longo prazo, e o impacto das atividades humanas sobre ele.

### Mundo
A história-mundo é o estudo das principais civilizações dos últimos 3 mil anos ou mais. pE principalmente um campo de ensino, e não um campo de pesquisa. Ganhou popularidade nos Estados Unidos, no Japão e em outros países após a década de 1980, com a percepção de que os estudantes precisam de uma exposição mais ampla ao mundo à medida que a globalização avança. A World History Association publica o Journal of World History trimestralmente desde 1990. A lista de discussão H-World serve como uma rede de comunicação entre profissionais da história mundial, com discussões entre acadêmicos, anúncios, programas de estudos, bibliografias e resenhas de livros.

### Popular
A história popular é um tipo de trabalho histórico que tenta explicar eventos históricos da perspectiva das pessoas comuns. A história de um povo é a história do mundo, que é a história dos movimentos de massa e dos estrangeiros. Indivíduos ou grupos não incluídos no passado em outros tipos de escrita sobre a história são o foco principal, que inclui os desprivilegiados, os oprimidos, os pobres, os não-conformistas e as pessoas de outra forma esquecidas. Os autores são tipicamente de esquerda e têm em mente um modelo socialista.

### Intelectual
A história intelectual e a história das ideias surgiram em meados do século XX, com o foco nos intelectuais e nos seus livros, por um lado, e por outro, no estudo das ideias como objetos desencarnados com uma carreira própria.

### Gênero
A história de gênero é um subcampo da História e dos estudos de gênero, que olha o passado a partir da perspectiva de gênero. O desenvolvimento da história do gênero a partir da história das mulheres resultou do fato de muitas historiadoras não feministas rejeitarem a importância das mulheres na história. De acordo com a historiadora estadunidense Joan W. Scott, "o gênero é um elemento constitutivo das relações sociais baseadas nas diferenças percebidas entre os sexos e o gênero é uma forma primária de significar as relações de poder", o que significa que os historiadores de gênero estudam os efeitos sociais da percepção diferenças entre os sexos e como todos os gêneros usam o poder atribuído nas estruturas sociais e políticas. Apesar de ser um campo relativamente novo, a história de gênero teve um efeito significativo no estudo geral da história, mas difere tradicionalmente da história das mulheres na inclusão de todos os aspectos do tema, como a masculinidade e a feminilidade, e pessoas que se identificam fora desse binário. A história LGBT trata dos primeiros casos registrados de amor e sexualidade entre pessoas do mesmo sexo de civilizações antigas e envolve a história de povos e culturas lésbicas, gays, bissexuais e transgêneros (LGBT) em todo o mundo.

### Pública
A história pública descreve a ampla gama de atividades realizadas por pessoas com alguma formação na disciplina de história que geralmente trabalham fora de ambientes acadêmicos especializados. A prática da história pública tem raízes bastante profundas nas áreas de preservação histórica, arquivística, história oral, curadoria de museus e outros campos relacionados. O próprio termo começou a ser usado nos Estados Unidos e no Canadá no final da década de 1970 e a área tornou-se cada vez mais profissionalizada desde então. Alguns dos ambientes mais comuns para a história pública são museus, casas históricas e locais históricos, parques, campos de batalha, arquivos, empresas de cinema e televisão e todos os níveis de governo.

### Períodos
O estudo histórico geralmente se concentra em eventos e desenvolvimentos que ocorrem em determinados períodos de tempo. Os historiadores dão nomes a esses períodos de tempo para permitir que "ideias organizadoras e generalizações classificatórias" sejam usadas pelos historiadores. Os nomes dados a um período podem variar de acordo com a localização geográfica, assim como as datas de início e fim de um determinado período. Séculos e décadas são períodos comumente usados e o tempo que representam depende do sistema de datação utilizado. A maioria dos períodos são construídos retrospectivamente e, portanto, refletem julgamentos de valor feitos sobre o passado. A forma como os períodos são construídos e os nomes que lhes são dados podem afetar a forma como são vistos e estudados.

#### Periodização pré-histórica
O campo da história geralmente deixa a pré-história para os arqueólogos, que possuem conjuntos de ferramentas e teorias totalmente diferentes. Na arqueologia, o método usual de periodização do passado pré-histórico distante é basear-se em mudanças na cultura e tecnologia materiais, como a Idade da Pedra, a Idade do Bronze e a Idade do Ferro, com subdivisões que também se baseiam em diferentes estilos de restos materiais. Aqui a pré-história é dividida em uma série de "capítulos" para que os períodos da história possam se desenrolar não apenas em uma cronologia relativa, mas também em uma cronologia narrativa.
Apesar do desenvolvimento, nas últimas décadas, da capacidade, através da datação por radiocarbono e de outros métodos científicos, de fornecer datas reais para muitos locais ou artefatos, parece provável que estes esquemas há muito estabelecidos continuem a ser utilizados. Em muitos casos, culturas vizinhas com escrita deixaram relatos sobre culturas sem escrita que podem ser usados. A periodização, no entanto, não é vista como uma estrutura perfeita, visto que "as mudanças culturais não começam e param convenientemente (combinadas) nos limites da periodização" e que diferentes trajetórias de mudança precisam ser estudadas por si mesmas antes de chegarem entrelaçada com fenômenos culturais.

## Pseudo-história
Pseudo-história é um termo aplicado a textos que pretendem ser de natureza histórica, mas que se afastam das convenções historiográficas padrão de uma forma que mina as suas conclusões. Está intimamente relacionado com o enganoso revisionismo histórico. Trabalhos que extraem conclusões controversas de evidências históricas novas, especulativas ou contestadas, particularmente nos campos de assuntos nacionais, políticos, militares e religiosos, são frequentemente rejeitados como pseudo-história.

## Ensino

### Nacionalismo
Desde as origens dos sistemas escolares nacionais no século XIX, o ensino da história para promover o sentimento nacional tem sido uma grande prioridade. Nos Estados Unidos, após a Primeira Guerra Mundial, surgiu um forte movimento a nível universitário para ministrar cursos sobre a civilização ocidental, de modo a dar aos estudantes uma herança comum com a Europa. Nos Estados Unidos, depois de 1980, a atenção voltou-se cada vez mais para o ensino da história mundial ou para a exigência de que os alunos frequentassem cursos em culturas não ocidentais, a fim de preparar os alunos para a vida numa economia globalizada.
O ensino de história nas escolas francesas foi influenciado pela Nouvelle histoire divulgada após a década de 1960 pelos Cahiers pédagogiques e Enseignement e outras revistas para professores. Também influente foi o Instituto Nacional de Pesquisa e Documentação Pedagógica (INRDP). Joseph Leif, o Inspetor-Geral da Formação de Professores, disse que os alunos devem aprender sobre as abordagens dos historiadores, bem como sobre fatos e datas. Louis François, Reitor do grupo de História/Geografia da Inspeção de Educação Nacional aconselhou que os professores fornecessem documentos históricos e promovessem "métodos activos" que proporcionassem aos alunos "a imensa felicidade da descoberta". Os defensores disseram que era uma reação contra a memorização de nomes e datas que caracterizava o ensino e deixava os alunos entediados. Os tradicionalistas protestaram ruidosamente que se tratava de uma inovação pós-moderna que ameaçava deixar a juventude ignorante do patriotismo francês e da identidade nacional.

### Viés no ensino escolar

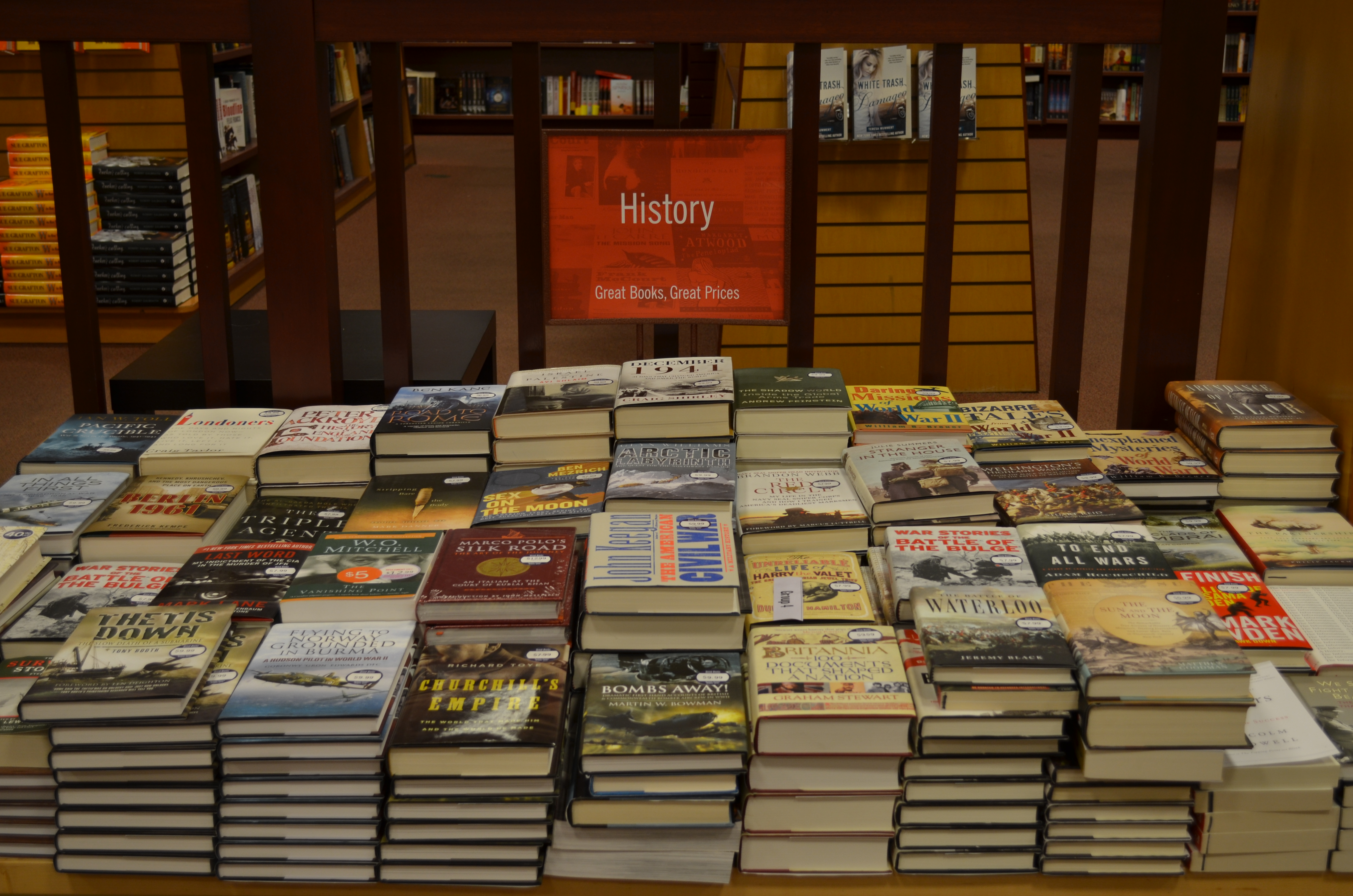
Livros de história em uma livraria

Em vários países, os manuais de história são ferramentas para promover o nacionalismo e o patriotismo e fornecem aos alunos a narrativa oficial sobre os inimigos nacionais.
Em muitos países, os manuais de história são patrocinados pelo governo nacional e são escritos para colocar o património nacional sob a luz mais favorável. Por exemplo, no Japão, a menção ao Massacre de Nanquim foi removida dos livros didáticos e toda a Segunda Guerra Mundial recebe um tratamento superficial, o que foi questionado por outros países. Outro exemplo inclui a Turquia, onde não há menção ao Genocídio Arménio nos livros didáticos turcos.
Era política padrão nos países comunistas apresentar apenas uma historiografia marxista rígida.
Nos Estados Unidos, os livros didáticos publicados pela mesma empresa muitas vezes diferem em conteúdo de estado para estado. Um exemplo de conteúdo que é representado de forma diferente nas diferentes regiões do país é a história dos estados do Sul, onde a escravidão e a Guerra de Secessão são tratadas como temas polêmicos. A McGraw-Hill Education, por exemplo, foi criticada por descrever num livro didático os africanos trazidos para as plantações americanas como "trabalhadores" em vez de escravos.
Os historiadores acadêmicos têm frequentemente lutado contra a politização dos manuais escolares, por vezes com sucesso.
Na Alemanha do século XXI, o currículo de história é controlado pelos 16 estados e é caracterizado não pelo superpatriotismo, mas sim por um "tom quase pacifista e deliberadamente antipatriótico" e reflete "princípios formulados por organizações internacionais como a UNESCO ou o Conselho da Europa, portanto orientado para os direitos humanos, a democracia e a paz." O resultado é que “os manuais alemães geralmente minimizam o orgulho e as ambições nacionais e visam desenvolver uma compreensão da cidadania centrada na democracia, no progresso, nos direitos humanos, na paz, na tolerância e na europeidade”.